# Oratorio di Santa Maria Addolorata in Trastevere
L’oratorio di Santa Maria Addolorata in Trastevere è una chiesa di Roma, nel rione Trastevere, in via della Paglia, 13, sul fianco destro della basilica di Santa Maria in Trastevere.
L'oratorio fu fatto costruire nel 1819 dall'arciconfraternita di Maria Santissima Addolorata e delle Anime del Purgatorio, fondata nel 1564, su progetti dell'architetto Domenico Servi. Annesso vi era il cimitero della vicina basilica, ora scomparso, nella cui area, per tutto l'Ottocento, si svolgevano sacre rappresentazioni con statue di cera a grandezza naturale, in ricordo delle anime dei defunti.
Nella facciata dell'oratorio vi è un portone con architrave e finestra arcuata. A fianco è posta un'altra finestra con la doppia scritta: “Qui transitis per viam attendite et videte” (“Voi che transitate per questa strada, fermatevi e riflettete”); e “Vis mortuos onorare? Fac elemosinas” (“Vuoi onorare i morti? Fa' elemosine”). Sotto il timpano della facciata è collocata una copia della Pietà di Michelangelo con la scritta: Mater dolorosa, ora pro nobis. Dalla strada è visibile anche il campanile, in cui è inserita una croce di epoca medievale.
L'interno, restaurato nel 1992, è a navata unica con un solo altare, su cui è collocato un Cristo ligneo. Due lapidi marmoree ricordano, l'una i restauri effettuati sotto Pio IX nel 1877, e l'altra gli speciali benefici spirituali concessi da Leone XII nel 1824 a chi visitava quest'oratorio.
Oggi esso è concesso in uso alla comunità di Sant'Egidio.